# Zeekatvis
De zeekatvis of gewone zeemeerval (Bagre marinus) is een straalvinnige vis uit de familie van christusvissen (Ariidae), orde meervalachtigen (Siluriformes).

## Kenmerken
De zeekatvis kan maximaal 69 cm lang en 4360 gram zwaar worden. Het lichaam van de vis heeft een langgerekte vorm en een voorste rug- en borstvin met lange, boogvormig oprijzende, giftige stekels. De staart is diepgevorkt. De kop is voorzien van een harde, benige beplating en zeer lange, afgeplatte baarddraden. De aarsvin heeft 22-28 vinstralen.

## Leefwijze
Het dieet van de vis bestaat hoofdzakelijk uit dierlijk voedsel. Hij voedt zich met macrofauna, kreeftachtigen en jaagt ook op vis. Bij bedreiging kan het dier de stekels op de vinnen overeind zetten en er behoorlijk pijnlijke steken mee toedienen.

## Voortplanting
De paaitijd duurt van mei tot augustus. De bevruchte eieren worden door het mannetje in de bek genomen en uitgebroed.

## Verspreiding en leefgebied
Deze zout- en brakwatervis komt voor in een subtropisch klimaat in het noordwesten, het westen en het zuidwesten van de Atlantische Oceaan, maar zwemt ook regelmatig riviermondingen binnen. De soort is voornamelijk te vinden in kustwateren (zoals estuaria, lagunes en brakke zeeën), getijdestromen, zeeën en ondiepe wateren (zoals mangroven, moerassen en ondergelopen grond). De diepte waarop de soort voorkomt is maximaal 50 m onder het wateroppervlak.

## Relatie tot de mens
De zeekatvis is voor de visserij van aanzienlijk commercieel belang. Bovendien wordt er op de vis gejaagd in de hengelsport. Voor de mens is de zeekatvis gevaarlijk door de giftige stekels.

## Status
De soort komt niet voor op de Rode Lijst van de IUCN.